# Benaltrismo
Il benaltrismo è un espediente retorico, che rientra nel più ampio spettro della fallacia logica dell'ignoratio elenchi, che consiste nell'eludere una questione o una proposta introdotte in una discussione, adducendo semplicemente l'esistenza di altri temi o risoluzioni più impellenti o più generali, spesso senza chiarirli specificamente.
Si tratta di un neologismo entrato nella lingua italiana a partire dalla metà degli anni 1980, utilizzato dapprima nelle scienze politiche e nel giornalismo. Sintetizza le espressioni «c'è ben altro» e «ci vuole ben altro», utilizzate per indicare le origini, le gerarchie o le soluzioni dei problemi in "qualcos'altro" e "più importante" rispetto a quanto affermato dall'interlocutore o creduto comunemente.
Nella lingua italiana il benaltrismo viene spesso confuso con il concetto inglese di whataboutism, traducibile in italiano come allorismo (dall'espressione interrogativa «e allora?»), che rappresenta invece l'artificio retorico di giustificare le proprie idee o azioni richiamando idee o azioni analoghe dell'interlocutore al fine di screditarlo per la sua incoerenza; l'allorismo è riconducibile alla fallacia logica del tu quoque.

## Ambiti della "tesi benaltrista"
Il termine indica un'affermazione ("tesi benaltrista") formulata nel mezzo o alla conclusione di una discussione, in opposizione sia all'individuazione di un problema sia di una soluzione allo stesso, sostenendo che i problemi sono "ben altri". In questo modo l'autore si sottrae a ogni valutazione oggettiva delle posizioni e soluzioni altrui, pronunciando de facto un giudizio di inutilità su ogni risultato raggiunto nel campo, come sulla legittimità della discussione, rimandando sine die la questione.
Si possono trovare esempi nei campi più disparati del dibattito politico, scientifico e sociale:
- un abuso del principio di precauzione quando di fronte a dati di innocuità si invocano altre analisi e controlli fino ad allora non richiesti né ritenuti necessari;
- in qualsiasi discussione politica relativa a temi solitamente non all'ordine del giorno, qualsiasi intervento, anche rivolto alle persone chiamate a occuparsene, viene squalificato dal richiamo ai "veri problemi della gente";
- riguardo ad alcuni tipi di volontariato non tradizionali o invisi all'interlocutore, si afferma che i problemi sono "ben altri" (carestia, globalizzazione, guerra, ecc.) e pertanto l'intervento è inutile se non dannoso, distraendo dai "veri" problemi.

## Benaltrismo e causazione
Un altro significato del termine "benaltrismo", molto usato, riguarda divergenze in ordine ai rapporti di causa ed effetto in relazione a fattori indicati all'origine di un problema, in quanto l'espressione "ben altro", in tale ulteriore accezione, non significa "di più", o "di meglio", ma "qualcosa di diverso". Si tratta di accezioni in cui si evidenziano soprattutto le divergenze fra posizioni conservatrici e socialitarie; se si vuole il "benaltrismo di destra" e il "benaltrismo di sinistra". Esempi:
- il rapporto di causa ed effetto fra criminalità e disagio sociale (come la disoccupazione, il sottosviluppo). Se un soggetto conservatore propone l'uso della forza pubblica il soggetto socialitario dice che ci vuole "ben altro", vale a dire che bisogna prima risolvere il disagio sociale il che farà diminuire la criminalità di cui è causa e permetterà lo sviluppo; viceversa se il soggetto socialitario propone la risoluzione del disagio sociale, il soggetto conservatore dice che ci vuole "ben altro", cioè la repressione poliziesca perché è la criminalità a provocare sottosviluppo impedendo investimenti e occupazione.
- il rapporto di causa ed effetto fra evasione fiscale e deficit pubblico con le sue conseguenze (per es. disservizi pubblici). Il soggetto conservatore di fronte alla proposta di accrescere i controlli fiscali dice che ci vuole "ben altro", e cioè: spendere meglio i fondi pubblici, controllare gli adempimenti dei pubblici dipendenti, il che indurrà il contribuente a non evadere; viceversa il socialitario di fronte ai richiami all'efficienza risponde che ci vuole "ben altro", e cioè aumentare attraverso il controllo fiscale le entrate pubbliche il che permetterà di accrescere gli standard di efficienza della gestione pubblica.